# Jeonse
 (novembre 2023).
Le Jeonse ( coréen : 전세 ) est un type de location ou de dépôt pratiqué sur le marché immobilier sud-coréen. Au lieu de payer un loyer mensuel, le locataire verse un dépôt forfaitaire compris entre 50 % et 80 % de la valeur marchande du bien loué. Cette somme lui est ensuite restituée à la fin de la durée du bail.

## Modalités
Le Jeonse implique que le locataire confie au propriétaire une grosse somme d'argent lors de la signature d'un bail. Le montant requis dépend de la situation économique et de l’emplacement du bien. Il représente entre 50 % et 80 % de la valeur du bien. Le locataire est alors autorisé à rester dans le bien « sans loyer », sans nécessiter de mensualités supplémentaires, jusqu'à la fin du bail, qui est généralement de 2 ans. Au terme de cette période la caution est restituée au locataire.
Ce système présente un intérêt pour le propriétaire comme pour le locataire. Comme il y a très peu de prêts hypothécaires en Corée du Sud, il est difficile d'accéder à la propriété. Le propriétaire réalise un profit avec l’argent du dépôt, en l’investissant et en conservant tous les intérêts. Le dépôt du locataire est protégé par un privilège émis sur la propriété pour le montant donné. La totalité de la caution est ensuite restituée au locataire à la fin du bail. Le propriétaire peut traiter le dépôt comme un prêt à taux d'intérêt de 0 % pour investir dans d'autres capitaux, ce qui rend le jeonse particulièrement intéressant lorsque les taux d'intérêt sont très élevés.
En période de taux d'intérêt plus bas, le loyer mensuel, ou wolse (월세), est plus fréquemment utilisé. Avec un bail wolse, le locataire signe un bail pour 1 ou 2 ans et verse une caution sur l'appartement qui peut représenter 10 % de la valeur marchande. Le locataire paie alors un loyer mensuel. Dans les cas où des dommages ont été causés à la propriété, les dommages doivent être réparés pour que le propriétaire restitue la caution.
Le gouvernement s'efforce de déplacer le marché du logement du jeonse vers le wolse, en augmentant les avantages fiscaux pour les locataires, tels que les crédits d'impôt, et en supprimant une certaine aide financière à ceux qui optent encore pour le jeonse. En avril 2022, les contrats mensuels wolse dépassent pour la première fois les contrats jeonse, avec un loyer à 50,4 % et un jeonse à 49,6 %. Les récentes diminutions de la part de marché du jeonse sont dues à l’augmentation des taux d’intérêt pendant la reprise post -Covid-19 et à la politique gouvernementale.

## Risques
Le marché du Jeonse n'est pas dépourvu de risques.
Les locataires de Jeonse prennent une position financière courte sur le marché immobilier. Lorsque le prix de l'appartement baisse, le montant de la caution Jeonse diminue proportionnellement, même si cela n'est pas toujours le cas. Dans de telles circonstances, les locataires récupérent la différence lors du renouvellement du bail, du moins en théorie. Cependant, si leurs propriétaires ne parviennent pas à combler la différence, soit avec leur propre argent, soit en contractant un emprunt, les locataires se retrouvent face à quelques options difficiles, comme une action en justice. En revanche, lorsque le prix de l'appartement augmente, la caution peut augmenter également et les locataires devront combler le vide lors du renouvellement du bail.
En période d'expansion du marché immobilier ou en cas de demande excédentaire, le pourcentage de la valeur de la propriété que le locataire doit payer peut augmenter considérablement. Cela a été qualifié de crise dans le passé, notamment dans les années 1990, où plus d'une douzaine de personnes ont été poussées au suicide face à ces augmentations des prix des dépôts. De tels cas extrêmes ont été résolus dans le passé par une forte augmentation de l’offre de logements.
Il est courant que les locataires de Jeonse contractent un emprunt auprès d'une banque du montant la caution. S’ils contractent un emprunt à taux effectif annuel variable (TAEG), ce qui est assez courant, ils s’exposent au risque de hausse des taux d’intérêt. Cependant, les banques peuvent proposer un TAEG très faible (2 à 4 %), car le dépôt peut être pris en garantie.
Certains propriétaires peuvent avoir un montant important d’impôts en souffrance. Dans de tels cas, le gouvernement peut mettre l’appartement aux enchères pour tenter de recouvrer les taxes en souffrance. Lorsque l’appartement est vendu, le gouvernement récupère les bénéfices de la vente aux enchères . Étant donné que l'impôt national (국세) et l'impôt local (지방세) sont prioritaires, les locataires peuvent perdre une partie ou la totalité de leur caution, en fonction du montant que leurs propriétaires doivent au gouvernement.